# Georg Heinrich Ballheimer
Georg Heinrich Ballheimer (* 16. Februar 1796 in Hamburg; † 3. November 1874 ebenda) war ein Hamburger Schlachter und Abgeordneter.

## Leben

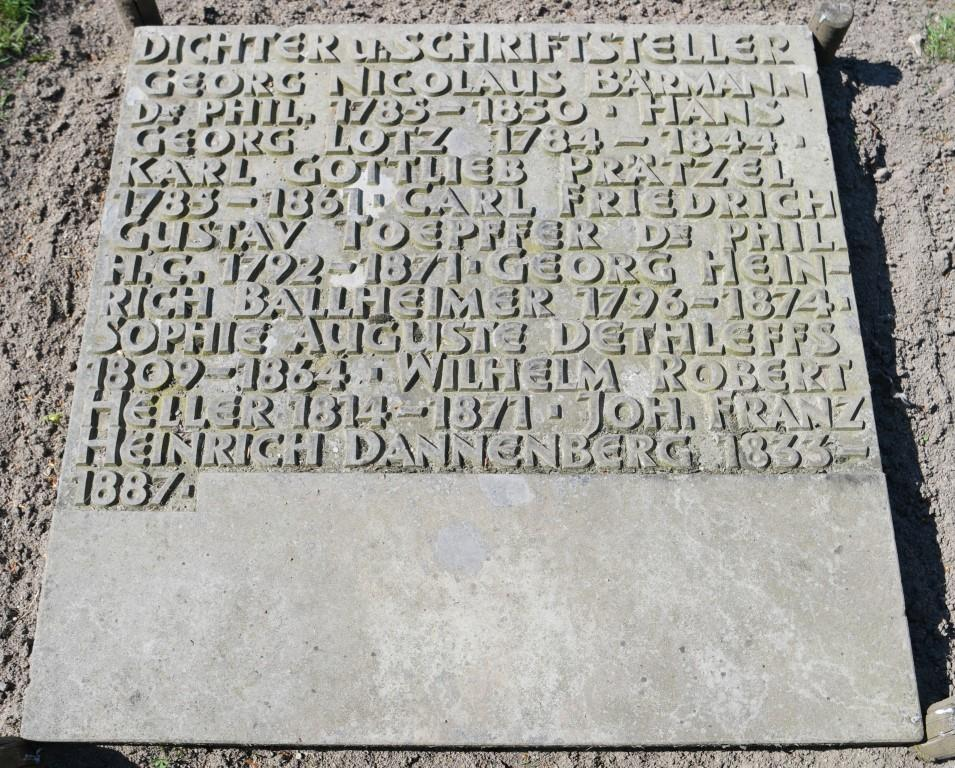
Erinnerung an Georg Heinrich Ballheimer auf dem Friedhof Ohlsdorf in Hamburg

Ballheimer übernahm das Geschäft seines Vaters und baute es zu einer Exportschlachterei aus. Vor allem während des Krimkrieges konnte er als Lieferant für das englische Heer bedeutende Gewinne erwirtschaften.
Während seiner Berufsausübung war Ballheimer durch den Stoß eines Ochsen verletzt worden. In Folge musste ihm ein Bein amputiert werden. Daher war Ballheimer in Hamburg auch als Ballheimer mit dem einen Bein bekannt.
Von 1821 bis 1828 fungierte Ballheimer als Kapitän der 7. Kompanie des 6. Bataillons des Bürgermilitärs, von 1829 bis 1836 war er zweiter Major des 6. Bataillons.
Ballheimer war Mitglied der Hamburger Konstituante. 
Von 1859 bis 1868 gehörte er der Hamburgischen Bürgerschaft an; er wurde in den allgemeinen Wahlen des 21. Bezirkes gewählt.

## Werke
- Naturkinder: regellose Gedichte aus Lust und Laune, Coburg : Roßteutscher, 1870